# Judy Stephen
Judy Stephen es una actriz y presentadora de televisión estadounidense afincada en España.

## Televisión
A su llegada a España tuvo la oportunidad de irrumpir en el mundo del espectáculo a través de la televisión. En 1963 fue contratada por TVE para convertirse en una de las actrices que actuaban en el mítico programa Escala en hi-fi, en el que, mediante el sistema de playback, prestaba su imagen a las canciones más populares del momento.
Esta experiencia le sirvió para compartir con José María Íñigo la presentación del programa sobre tendencias Último Grito (1968-1970).
Tras la finalización del programa, se centró sobre todo en espacios infantiles, formando pareja con el actor Luis Barbero, en Hoy también es fiesta (1973-1974) y Fiesta (1974-1975).

## Cine
Tras su experiencia televisiva tuvo una fugaz carrera como actriz en España, con participación en títulos como Un, dos, tres, al escondite inglés (1969) de Iván Zulueta, Zorrita Martínez (1975), de Vicente Escrivá,  La Mentira (1975), de Roberto Fandiño, El Valle de las Viudas (1975), de Volker Vogeler o La Corea (1976), de Pedro Olea.